# Koźle (gromada)
Koźle – dawna gromada, czyli najmniejsza jednostka podziału terytorialnego Polskiej Rzeczypospolitej Ludowej w latach 1954–1972.
Gromady, z gromadzkimi radami narodowymi (GRN) jako organami władzy najniższego stopnia na wsi, funkcjonowały od reformy reorganizującej administrację wiejską przeprowadzonej jesienią 1954 do momentu ich zniesienia z dniem 1 stycznia 1973, tym samym wypierając organizację gminną w latach 1954–1972.
Gromadę Koźle siedzibą GRN w Koźlu utworzono – jako jedną z 8759 gromad na obszarze Polski – w powiecie brzezińskim w woj. łódzkim, na mocy uchwały nr 29/54 WRN w Łodzi z dnia 4 października 1954. W skład jednostki weszły obszary dotychczasowych gromad Ciołek, Osse, Sadówka, Tymianka i Koźle ze zniesionej gminy Bratoszewice oraz obszary dotychczasowych gromad Płudwiny i Gozdów wraz z wsią Romanów z dotychczasowej gromady Biesiekierz Rudny i wsią Florianów z dotychczasowej gromady Kębliny ze zniesionej gminy Biała, w tymże brzezińskim. Dla gromady ustalono 21 członków gromadzkiej rady narodowej.
1 stycznia 1958 z gromady Koźle wyłączono wieś Florianów, włączając ją do gromady Biała w powiecie łódzkim.
31 grudnia 1959 do gromady Koźle przyłączono wieś Anielin, wieś Swędów Szlachecki i kolonię Swędówek ze zniesionej gromady Swędów.
Gromada przetrwała do końca 1972 roku, czyli do kolejnej reformy gminnej.